# کاربون (آیووا)
کاربون (به انگلیسی: Carbon) شهری در ایالت آیووا کشور ایالات متحده آمریکا است که جمعیت آن در سرشماری سال ۲۰۱۰ میلادی، ۳۴ نفر بوده‌است.